# 폴 새뮤얼슨
폴 앤서니 새뮤얼슨(영어: Paul Anthony Samuelson, 1915년 5월 15일 ~ 2009년 12월 13일)은 미국 신고전파 경제학자로, "현대 경제학의 아버지"로 평가받고 있다. 1947년 저서 《경제 분석의 기초》에서 다룬 비교 정태 분석에 대한 일반적인 서술을 비롯 경제학의 다양한 분야에 대한 기여로 알려져 있다. 새뮤얼슨은 1947년에 존 베이츠 클라크 메달을 수여했고, 1970년 역사상 두 번째로 수여된 노벨 경제학상을 단독으로 수상했다. 그의 제자 로런스 클라인(1980년), 조지 애컬로프와 조지프 스티글리츠(이상 2001년), 폴 크루그먼(2008년) 등 4명도 노벨상을 수상했다. 1948년에 집필한 《경제학》(Economics)은 19판까지 발간됐고, 가장 인기있는 대학교재 중 하나로 여겨진다.

## 생애
폴 새뮤얼슨은 1915년 5월 15일 인디애나주의 개리에서 태어났다. 그의 아버지는 약사였고, 그는 유대인 가정에서 자랐다 (그들은 예식에 참여하지는 않았다). 1923년 폴은 시카고로 이주했고, 시카고 대학교에서 공부했으며 1935년 학사 학위를 받았다. 그리고 1936년에 하버드 대학에서 경제학 석사 학위를 받았고, 1941년에 경제학 박사 학위를 취득한 후, MIT 교수, 국가자원기획의원으로 일했다. 2009년 12월 13일 타계한 새뮤얼슨은 조지프 슘페터, 바실리 레온티예프, 고트프리트 하벌러, 그리고 "미국의 케인즈"로 불리는 앨빈 한센에게서 가르침을 받았다.

## 학력
- 1927 ~ 1931 : 하이드 파크 고등학교 졸업
- 1931 ~ 1935 : 시카고 대학교 경제학 학사
- 1935 ~ 1936 : 하버드 대학교 경제학 석사
- 1936 ~ 1941 : 하버드 대학교 경제학 박사

## 업적
새뮤얼슨은 신고전학파의 미시적 시장균형 이론과 케인스의 거시경제 이론을 접목시켜 '신고전파 종합이론(Neoclassical Synthesis)'이라는 새로운 학문체계를 완성했다.
신고전파 종합이론은 완전 고용을 위해서는 적절한 정부 개입이 필요하지만(케인스 이론) 일단 완전고용이 달성되면 오직 수요ㆍ공급이라는 시장 메커니즘에 맡겨 경제를 자율적으로 운영해야 한다(신고전학파)는 것이다. 그의 이론은 2차대전 이후 30여 년간 경제학계에서 가장 중심적인 이론으로 자리잡았으나 1980년대 이후 스태그플레이션이 발생하고 신자유주의가 대두하면서 퇴조했다.
그가 신고전파 종합이론을 완성하는 데는 그의 유년시절과 시카고대 생활이 적지 않은 영향을 미쳤다. 자유방임주의로 대표되는 시카고 학파의 본산 시카고대를 나왔음에도 그는 정부의 시장 개입을 강조하는 케인스 이론에 심취했다고 한다. 1차대전과 대공황의 경험 때문이다. 이런 두 가지 배경은 케인스 이론과 자유방임 이론을 결합하는 배경으로 작용했다.
그의 학문적 라이벌은 1976년 노벨경제학상을 수상한 통화학파의 거두이자 시카고대에서 함께 공부한 밀턴 프리드먼. 블룸버그통신은 " (새뮤얼슨의) 칼럼 연재는 자신의 이론을 대중에게 널리 전파할 생각도 있었지만 한편으로는 프리드먼이 독무대를 차지하도록 내버려둘 수 없는 이유도 있었다"고 로버트 솔로 교수의 말을 인용해 전했다.

### 직위
- 1940년 MIT에 조교수로 왔고, 1944년 부교수로 지명되었다.
- 1944년부터 1945년까지 방사능 연구실에서 직원으로 협력했다.
- 1945년에는 플레처 법-외교 학교에서 국제 경제 관계학(파트 타임) 교수였다.
- 1947년 MIT에서 경제학 교수로 임용
- 1962년 MIT 석좌교수가 되었다.
- 1948년~1949년 기간 동안 구겐하임 특별 회원이었다.

## 회원
- 미국 예술-과학 아카데미 (American Academy of Arts and Sciences) 회원
- 미국 철학 협회(American Philosophyical Society)와 영국 학술원(British Academy) 특별 회원
- 미국 경제학회(American Economic Association) 회원 겸 전직 회장(1961)
- 계량경제학 협회(Econometric Society) 편집 위원 겸 전직 회장 (1951)
- 경제 협회 (Economic Society) 특별회원, 자문위원 겸 전직 부회장
- 파이 베타 카파 (Phi Beta Kappa Society) 회원

## 관심 분야
매사추세츠 공과대학교의 경제학과 교수로서 새뮤얼슨은 다음을 포함하는 많은 분야에서 연구를 하였다:
- 후생 경제학 분야에서 그는 린달-보웬-새뮤얼슨 조건 (어떤 행위가 후생을 증가시켰는지를 결정하는 기준)을 널리 알렸고, 1950년에는 국민 소득 지수가 어느 두 사회적 선택 중 어느 쪽이 다른 쪽의 (달성가능한) 가능 함수밖에 있는지 일관적으로 밝혀내는 데 불충분하다는 것을 보였다.[3].
- 재정학 이론에서 그는 공공재와 사적재가 둘 다 있는 상황에서 자원의 최적 분배 결정에 대한 연구로 잘 알려져 있다.
- 국제경제학에서, 그는 두 개의 중요한 국제 무역 이론의 발전에 영향을 미쳤다. 하나는 발라사-새뮤얼슨 효과이고 다른 하나는 헥셔-올린 모형(스톨퍼-새뮤얼슨 정리를 포함)이다.
- 거시경제학에서 그는 경제 주체의 다기간에 걸친 행위를 분석하는 방법으로 겹친 세대 모형을 고안했다.[4].
- 소비자이론에서 그는 현시선호 이론을 개척했다. 그것은 최선의 가능한 선택을 식별하는 것이 가능할 때의 방법으로, 소비자의 행위를 관찰하는 것으로 소비자의 효용함수를 정의할 수 있게 하였다.

## 같이 보기
- 케인스 경제학
- 새케인스학파
- 네오케인스학파
- 신고전파 경제학